# Stiepanowka (rejon alszejewski)
Stiepanowka (ros. Степановка) – wieś (dieriewnia) w Rosji, w Baszkortostanie, w rejonie alszejewskim. W 2010 liczyła 34 mieszkańców.